# Charles Holden

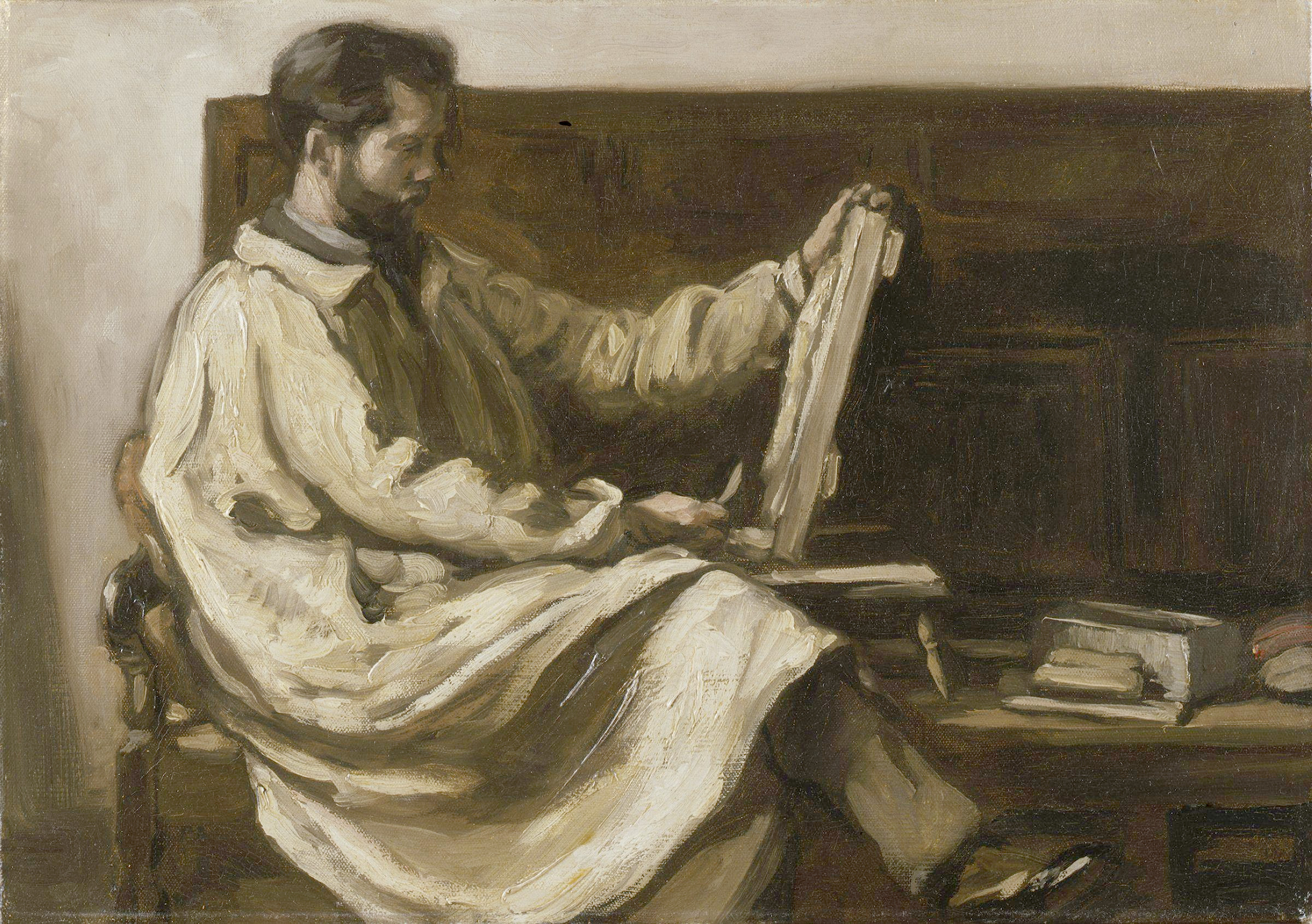
Charles Holden, Benjamin Nelson, 1910.

Charles Henry Holden (12 mei 1875, Bolton (Lancashire) - 1 mei 1960, Harmer Green bij Welwyn) was een Engelse architect die vooral bekend geworden is door zijn ontwerpen voor metrostations voor de metro van Londen in de jaren 20 en 30. Daarvoor had hij al naam gemaakt met zijn ontwerpen voor begraafplaatsen van de Imperial War Graves Commission voor oorlogsslachtoffers in België en Noord-Frankrijk zoals Zantvoorde British Cemetery, Passchendaele New British Cemetery, Cross Roads Cemetery, Boulogne Eastern Cemetery e.a. 
Een van Holdens eerste belangrijke ontwerpen was dat voor de centrale bibliotheek in Bristol, waar hij in 1902 een ontwerpwedstrijd mee won. In 1907 ontwierp Holden het gebouw voor de British Medical Association aan de Strand in Londen, wat tegenwoordig Zimbabwe House is.

## Transport for Londen
In de jaren 20 tot 40 werkte hij aan verschillende projecten voor de metro van Londen. Hij werkte nauw samen met de directeur, Frank Pick, die goede ontwerpen voor van alles in de organisatie wilde verweven. Een van de eerste opdrachten bevat een aantal stations in de zuidelijke uitbreiding van de Northern Line naar Morden. In 1925-1926 ontwierp hij het nieuwe hoofdkwartier voor de metro, een imposant gebouw dat tegenwoordig een monumentale status heeft. 

## Werken

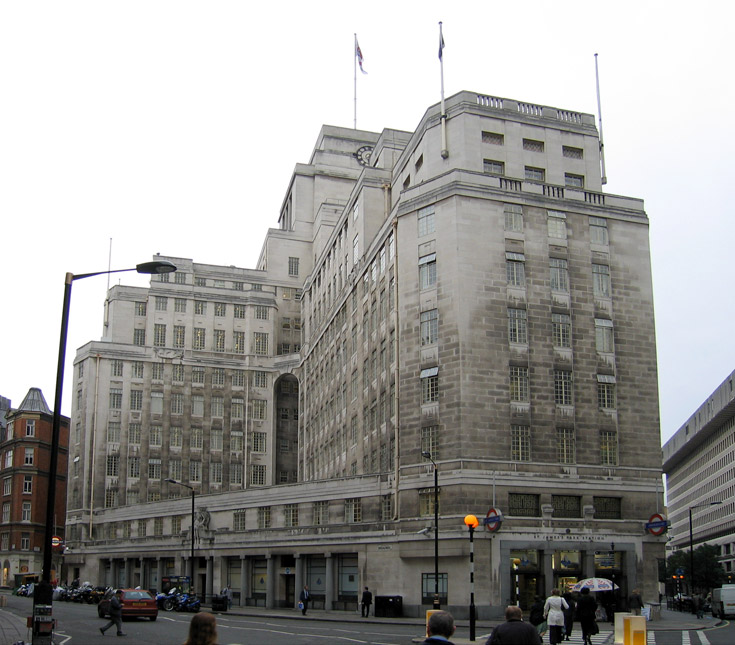
55 Broadway, het hoofdkwartier van de metro van Londen boven St James's Park metrostation.
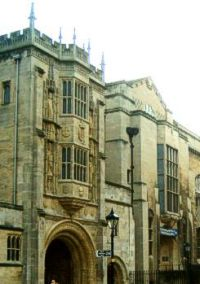
Bristol Central Library, voorzijde
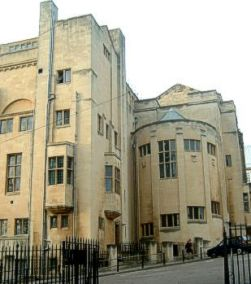
Bristol Central Library, achterzijde
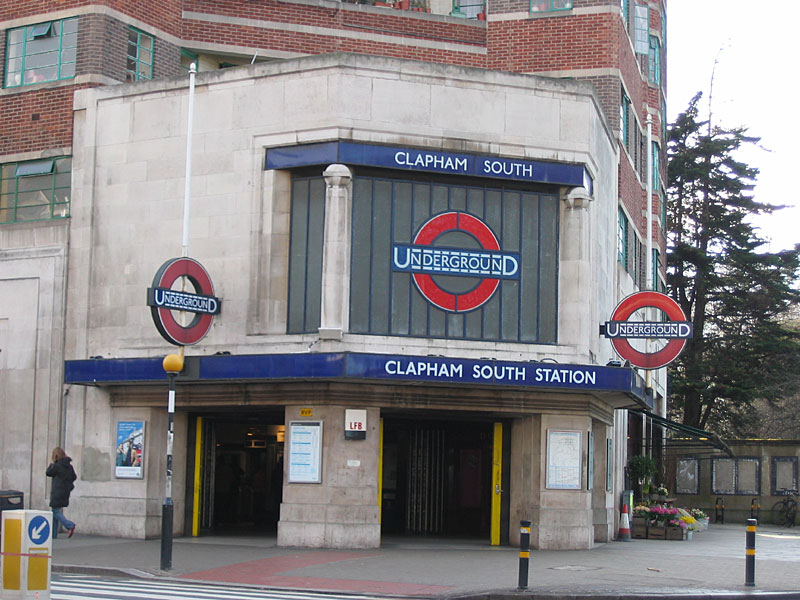
Clapham South
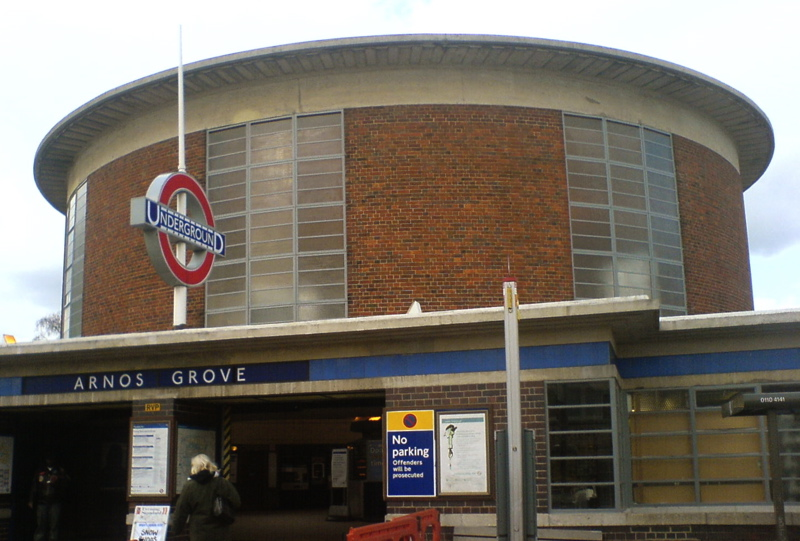
Arnos Grove
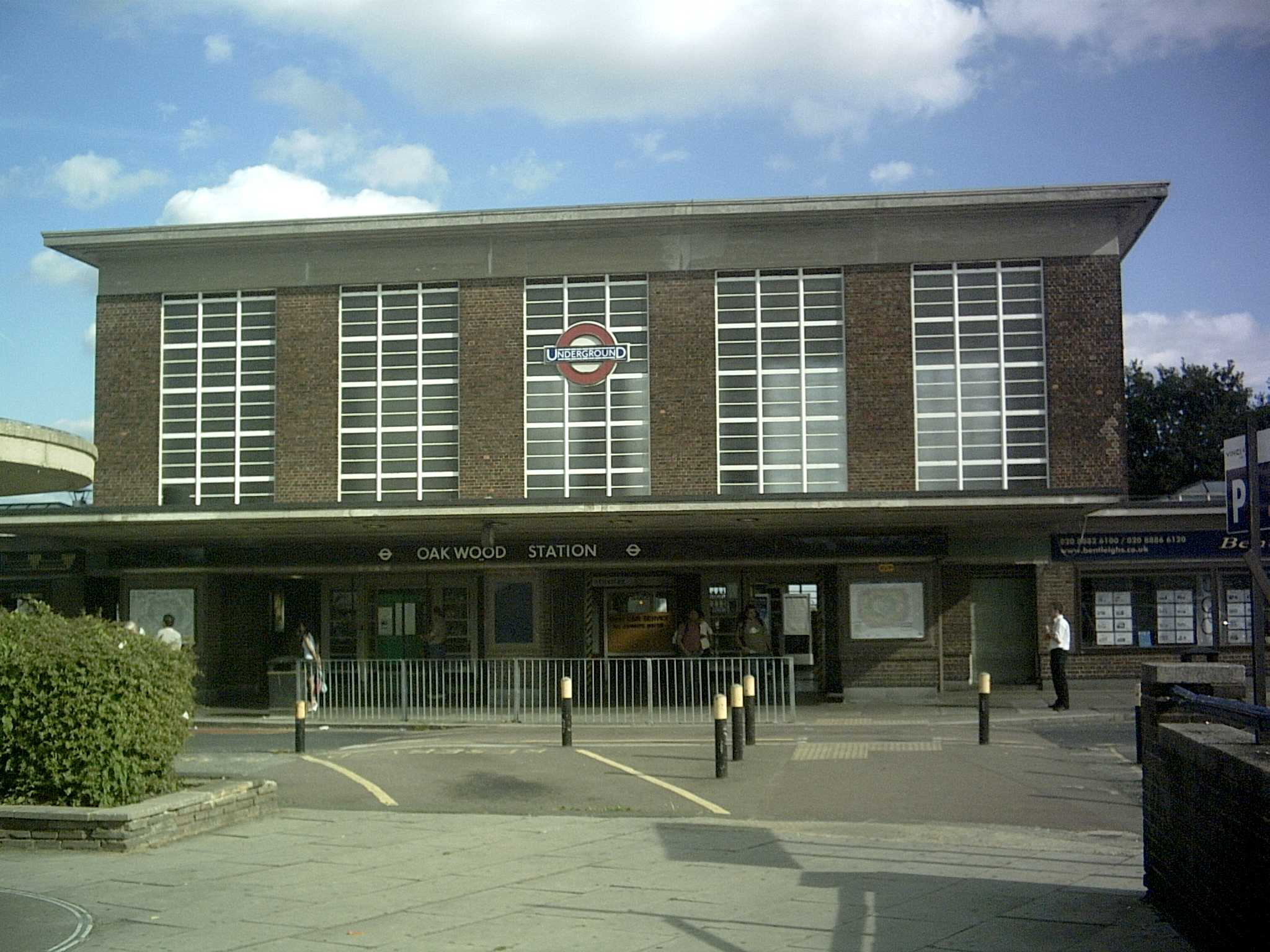
Oakwood
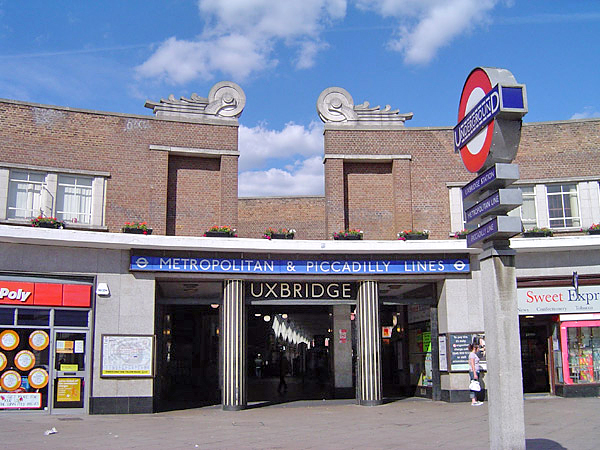
Uxbridge
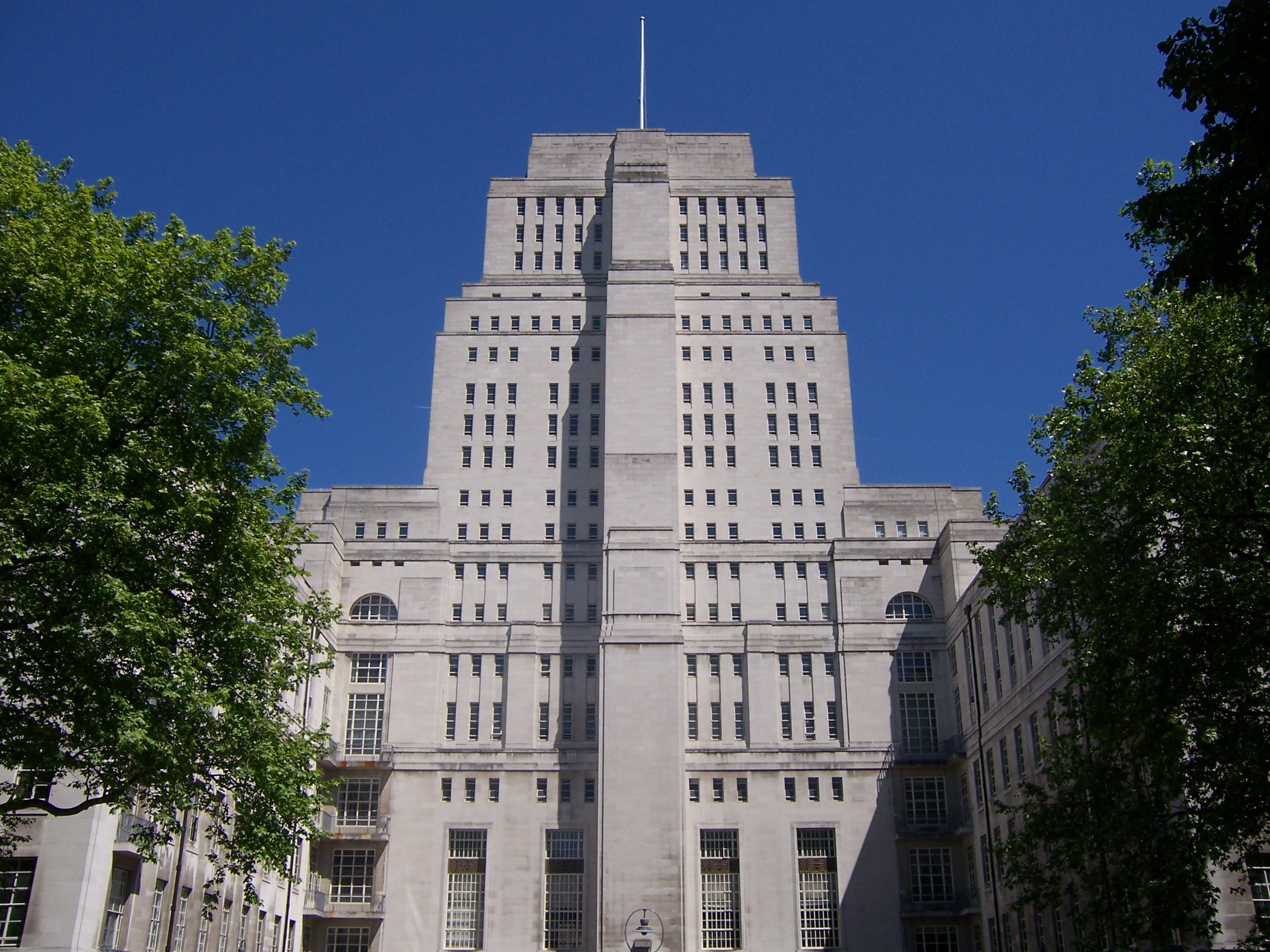
"Senate House" van de Universiteit van Londen
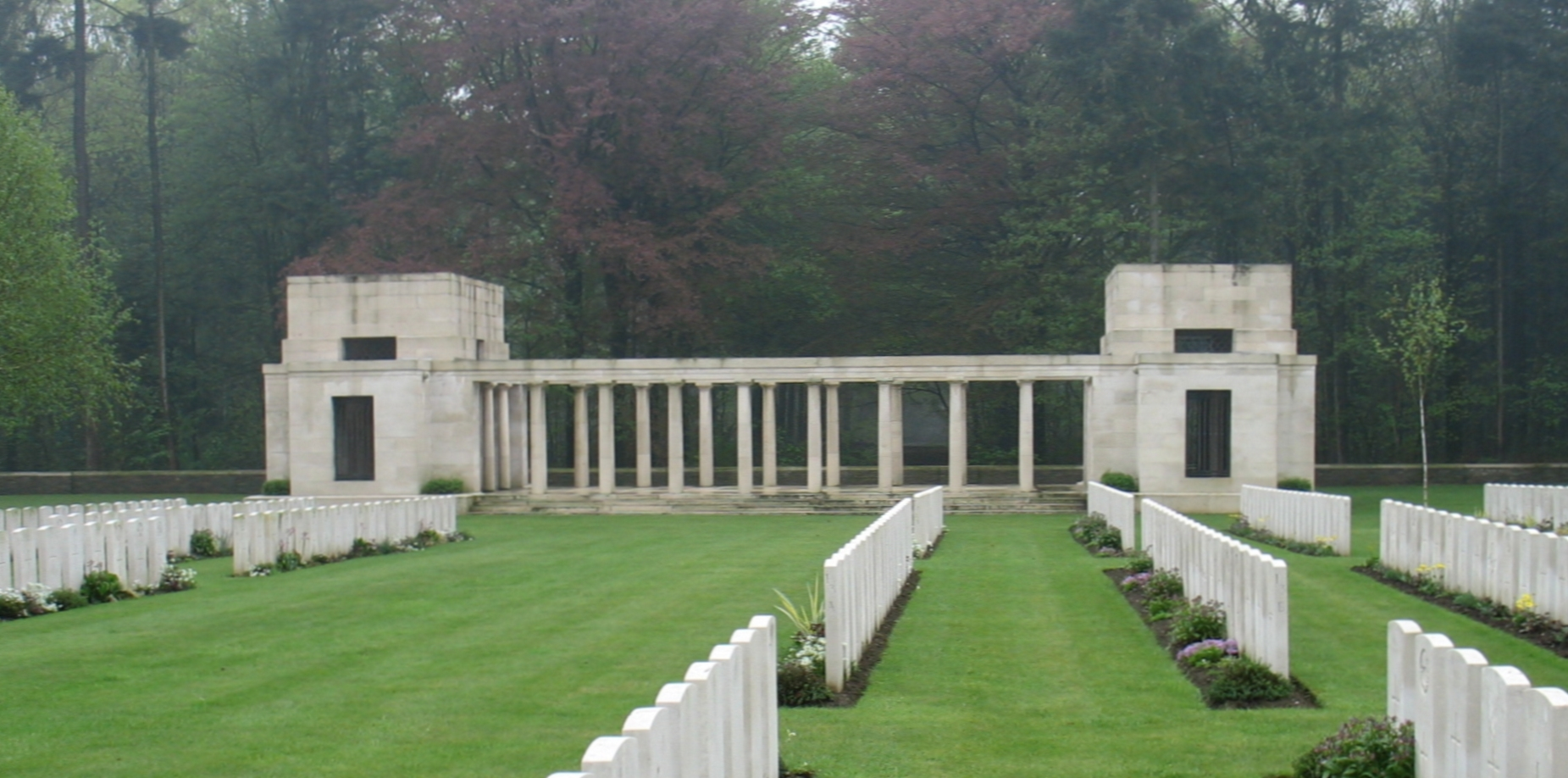
Buttes New British Cemetery (N.Z.) Memorial, Polygon Wood

- Gemeinsame Normdatei: 135713080
- International Standard Name Identifier: 0000 0000 6688 3863
- Library of Congress Control Number: no2007152972
- Nationale Bibliotheek van Israël: 987007444055205171
- RKD-Nederlands Instituut voor Kunstgeschiedenis: 291076
- SNAC: w64x8bjq
- Système universitaire de documentation: 128654589
- Union List of Artist Names: 500005140
- Virtual International Authority File: 62770217
- WorldCat: E39PBJrWGfCpF4cTB8ykGQRYfq